# Robert Conrad
Pour les articles homonymes, voir Conrad.
Conrad Robert Falk, dit Robert Conrad, est un acteur, cascadeur et chanteur américain né le 1er mars 1935 à Chicago (Illinois) et mort le 8 février 2020 à Malibu (Californie).
Il est principalement connu pour ses rôles de James T. West dans la série télévisée Les Mystères de l'Ouest (The Wild Wild West) de 1965 à 1969, et du major Greg « Pappy » Boyington dans la série Les Têtes brûlées (Baa Baa Black Sheep) de 1976 à 1978.

## Biographie

### Jeunesse et débuts
Conrad Robert Falk naît et grandit à Chicago. Il est le fils de Leonard Falk d'origine allemande (né en 1918, mort en 1980), responsable technique dans une usine de chocolat du New Jersey, et de Jackie Smith (née Alice Jacqueline Hartman, en 1919, morte en 1987), directrice des relations publiques de Mercury Records qui est de 1948 à 1958 l'épouse de l'animateur de radio Eddie Hubbard. Ses parents l'ont mis au monde alors qu'ils étaient encore très jeunes : à sa naissance, son père est âgé de 16 ans, sa mère de 15.
Émancipé à 15 ans, il devient boxeur à l'âge de 16 ans dans la catégorie poids plumes (il mesure 1,67 m), travaille comme livreur de lait puis docker le jour, tout en se produisant comme chanteur dans des cabarets le soir.
Quelques années plus tard, il intègre le programme d'études théâtrales de l'université Northwestern et se lance dans une carrière d'acteur,. En raison des différents remariages de sa mère, lassé de prendre le nom de ses beaux-pères successifs, il prend le nom de Robert Conrad.
Son premier coup d'éclat consistera à exploiter sa ressemblance avec l'acteur James Dean : il est rémunéré pour attirer le public dans un cinéma de Chicago où était projeté le film Géant (1956),  devant lequel il pose une semaine durant. L'année suivante, sur la tombe de l'acteur et étoile fulgurante d'Hollywood à Fairmount dans l'Indiana, il rencontre l'acteur Nick Adams, qui lui conseille d'aller tenter sa chance à Hollywood, lui obtenant un petit rôle dans le film Juvenile Jungle (1958).

### Carrière
Engagé par les studios Warner Bros, Robert Conrad débute au cinéma puis décroche en 1958 des petits rôles dans des séries télévisées (Colt 45, Maverick, 77 Sunset strip).
Grâce à la Warner, il peut aussi exploiter son talent de chanteur. Il travaille avec Dick Marx, père du chanteur Richard Marx ; ce dernier le fera d'ailleurs jouer en 1991 dans le clip de sa chanson Hazard. Dans les années 1950, il tente une carrière de crooner et sort plusieurs disques comme I Want You Pretty Baby, Ballin' the Jack, sous le nom de Bob Conrad, et sort même deux albums au Mexique contenant quelques chansons en espagnol.

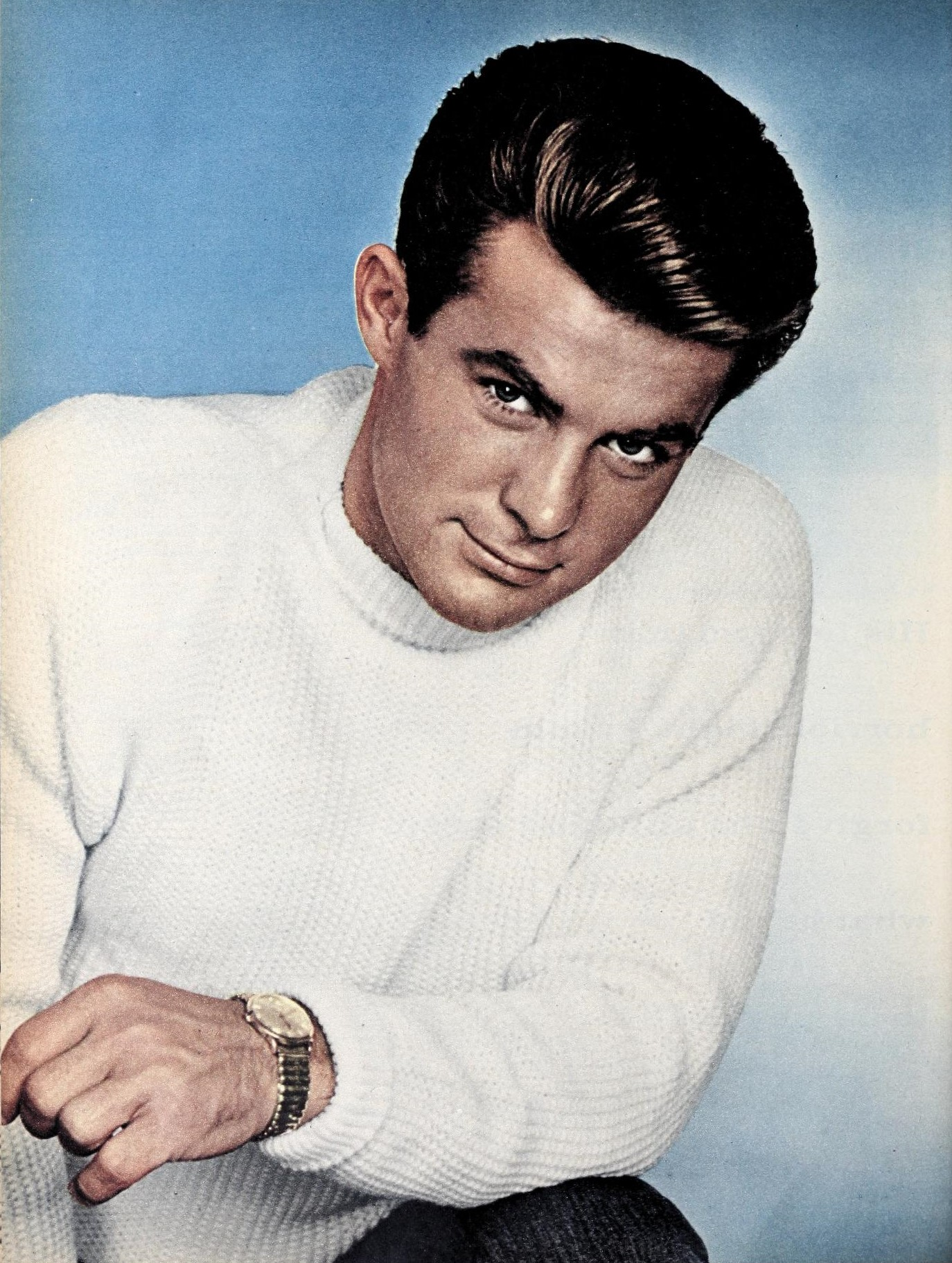
Robert Conrad en 1961.

Il tient pendant quatre ans le rôle de Tom Lopaka pour la série Intrigues à Hawaï (Hawaiian Eye, 1959-1963). Il enchaîne ensuite les premiers rôles dans des séries du petit écran.
De 1965 à 1969, il obtient le succès avec la série Les Mystères de l'Ouest, incarnant le personnage de James T. West, un homme d'action faisant équipe avec son acolyte pince-sans-rire Artemus Gordon (Ross Martin), deux agents du gouvernement américain à la fin du XIXe siècle. Affrontant d'étranges adversaires, la série mélange western et fantastique. Pour les besoins de la série, Robert Conrad réalise lui-même ses cascades et scènes de bagarre — pour ceci, il sera intronisé dans les années 2000 au Hall of Fame des cascadeurs. Dans le même temps, il fonde une société de production à son nom, grâce à laquelle il écrit, réalise et joue en 1967 le western The Bandits.
Après l'arrêt de la série Les Mystères de l'Ouest, il continue d'apparaître de temps en temps dans diverses séries (Mannix, Mission: Impossible, Columbo). En 1972, il incarne l'espion Jake Webster dans L'Homme de Vienne.

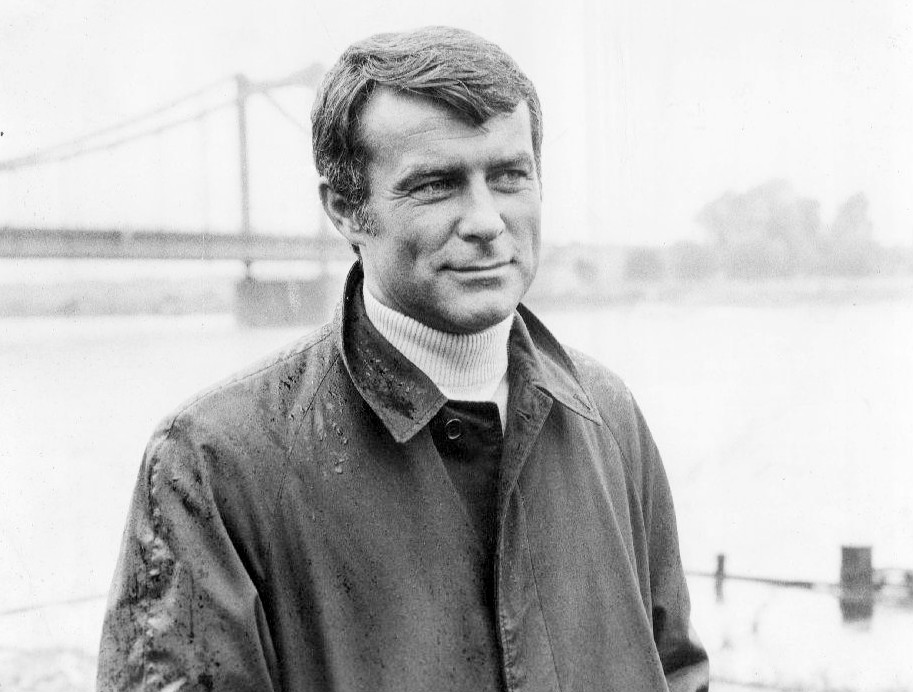
Robert Conrad en 1972.

De 1976 à 1978, il renoue avec le succès en tenant le rôle de l'aviateur Greg « Pappy » Boyington, héros de la guerre dans le Pacifique, dans la série Les Têtes brûlées qui lui vaudra une nomination au Golden Globe du meilleur acteur. Il aime tellement ce rôle qu'il ira même jusqu'à passer son brevet de pilote.
À la fin des années 1970, il reprend un rôle similaire à celui de James West dans la série Sloane, agent spécial (1979) et celui de Pasquinel dans la mini-série Colorado (1978). Il retrouve également son camarade Ross Martin en 1979 et 1980, à l'occasion de téléfilms tirés de la série Les Mystères de l'Ouest qui fit d'eux des vedettes du petit écran et incarne John Dillinger dans le film The Lady in Red (1979).
Par la suite, il se fait plus rare à la télévision, mis à part dans des publicités et tourne en 1988 avec ses deux fils une série en douze épisodes intitulée High Mountain Rangers (en). Il apparaît aussi dans Samurai Cowboy (1993) ou encore face à Arnold Schwarzenegger dans la comédie de Noël La course au jouet (1996).
En 2000, il fait son ultime apparition dans le monde des séries télévisées dans un épisode de Nash Bridges (avec Don Johnson dans le rôle-titre), et au cinéma en 2002 dans Dead Above Ground.
À partir de 2007, il anime une émission de radio nationale hebdomadaire de deux heures (« The PM Show with Robert Conrad »), le soir sur CRN Digital Talk Radio (en),. Sa dernière émission a lieu en juillet 2019.
En 2010, il apparaît dans le film documentaire Pappy Boyington Field (sorti en juillet 2010 sur DVD) où il raconte ses idées personnelles sur le légendaire aviateur du Marine Corps qu'il a incarné dans la série télévisée Les Têtes brûlées,.

### Mort
Robert Conrad meurt le 8 février 2020, à l’âge de 84 ans d'un arrêt cardiaque, à sa résidence de Malibu en Californie,.
Il est annoncé qu'une cérémonie funéraire doit avoir lieu en son honneur, et dans l'intimité, le 1er mars 2020, date à laquelle il aurait dû fêter son 85e anniversaire. La famille de l'acteur a demandé que, au lieu de fleurs, ceux qui le souhaitent fassent des dons à des bonnes œuvres militaires, notamment le Wounded Warrior Project (en) de la Marine Corps Scholarship Foundation (en) car, de son vivant, Robert Conrad était bénévole et soutenait des associations, notamment en faveur des vétérans de guerre ou des personnes atteintes de sclérose en plaques.

### Vie privée
Robert Conrad est marié à Joan Kenlay de 1952 à 1977. De cette union sont nés cinq enfants (Joan, Shane, Christian, Christy et Nancy). Du deuxième mariage en 1983 avec LaVelda Fann sont issus trois enfants (Kaja, Camille et Chelsea) avant leur divorce en 2010.
Au milieu des années 1980, il est pendant quelque temps shérif : à l'époque, il vend sa villa de Malibu et part s'installer dans la vallée de l'Ours en Californie du Nord, où il continue à pratiquer la boxe pour son plaisir. À cette occasion, il accepte le poste d'assistant-shérif de sa vallée. En 1989, il indique dans une entrevue, à propos de ses fonctions : « Les bagarres entre touristes, ça me connaît » ; il ajoute : « Ce sont d'ailleurs les seuls incidents regrettables, la région connaissant seulement une très faible criminalité. Bref, ici, je prends le temps de vivre. »
En 2003, l'acteur est impliqué dans un grave accident de la route. Il conduit sa Jaguar sous l'emprise de l'alcool près du comté de Calaveras lorsqu'il traverse le terre-plein central et percute de front un véhicule conduit par un jeune homme de 26 ans, Kevin Burnett. Les deux conducteurs sont grièvement blessés. L'acteur subit de graves blessures aux nerfs qui laissent son côté droit partiellement paralysé. Burnett meurt deux ans plus tard de complications d'ulcères digestifs,. Au procès, l'acteur plaide la « non contestation » et est reconnu coupable de conduite en état d'ivresse (son alcoolémie est près de trois fois supérieure à la limite autorisée) et condamné à six mois d'assignation à domicile, son permis de conduire lui étant retiré pendant un an.

## Filmographie

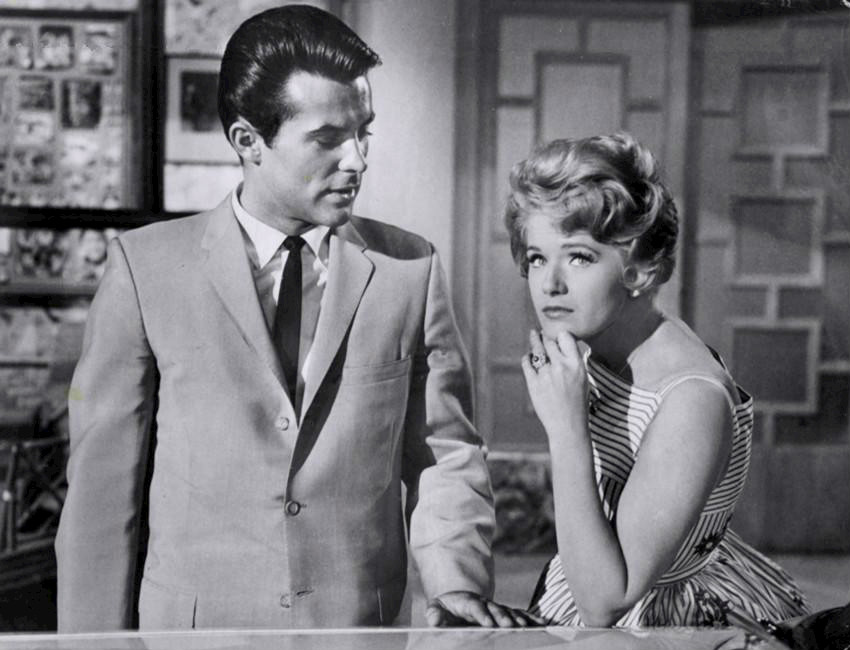
Robert Conrad avec sa co-star Connie Stevens dans la série Intrigues à Hawaï (1961).

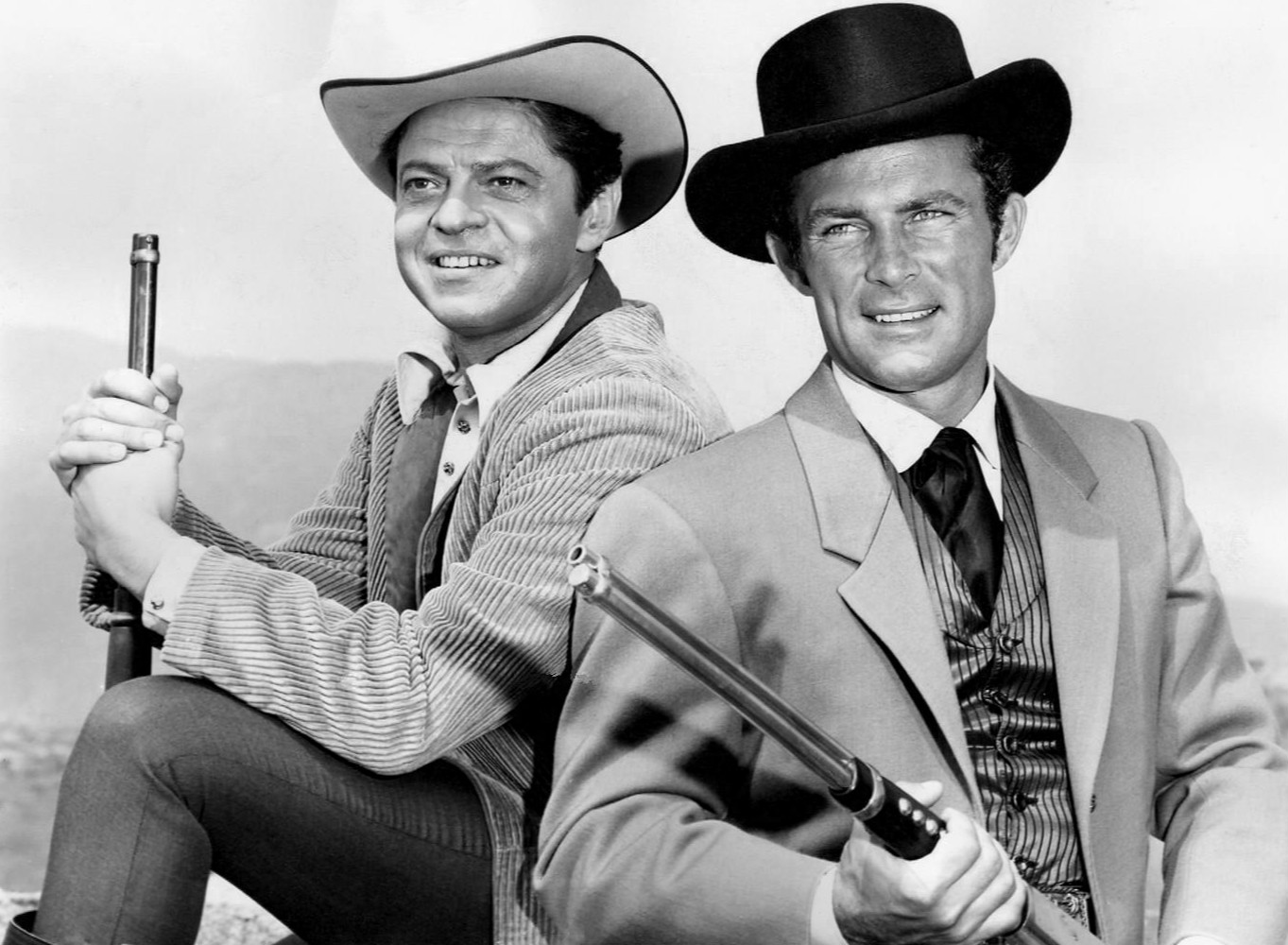
Ross Martin et Robert Conrad en 1965 dans la série Les Mystères de l'Ouest.

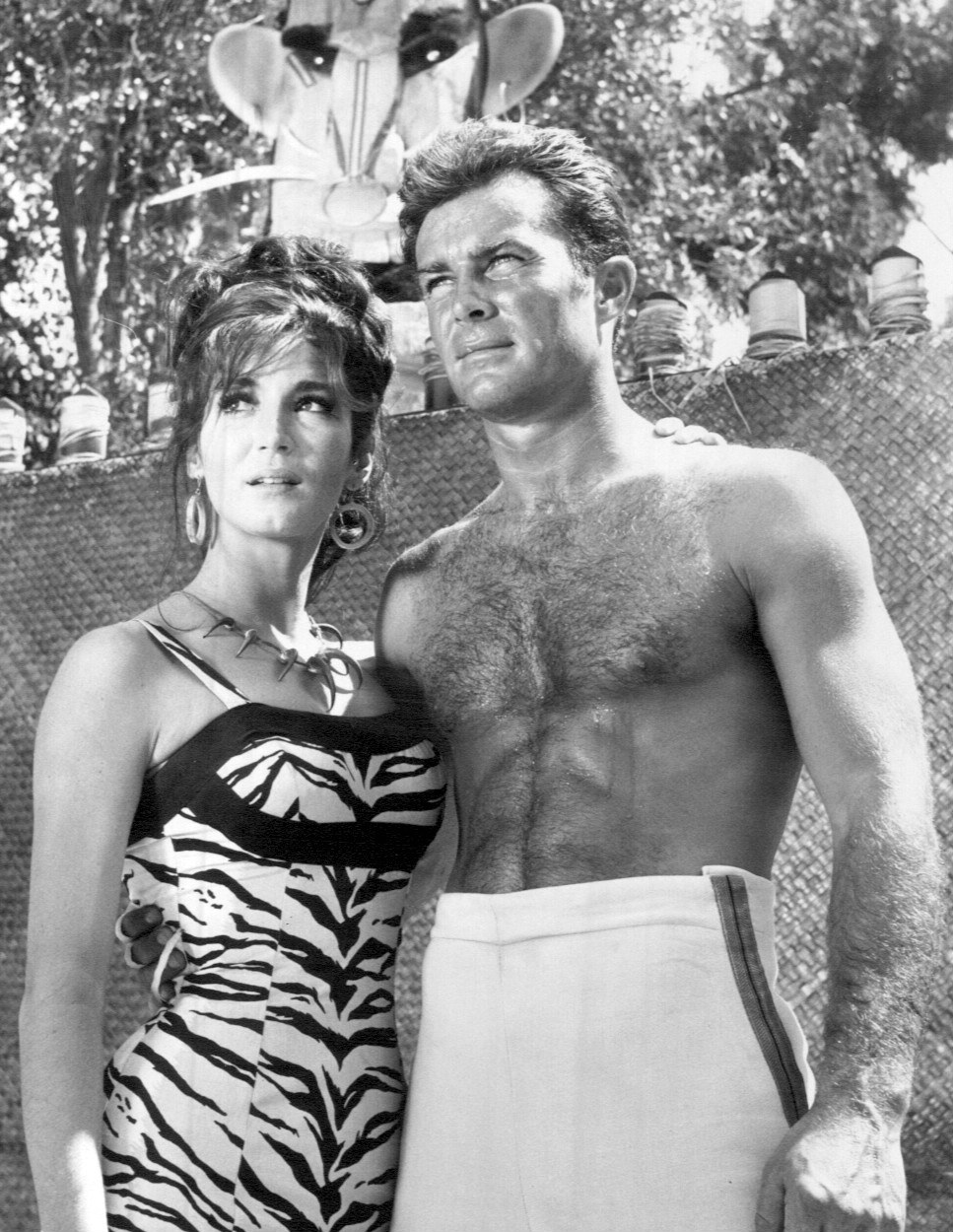
Julie Payne et Robert Conrad en 1966 dans la série Les Mystères de l'Ouest.

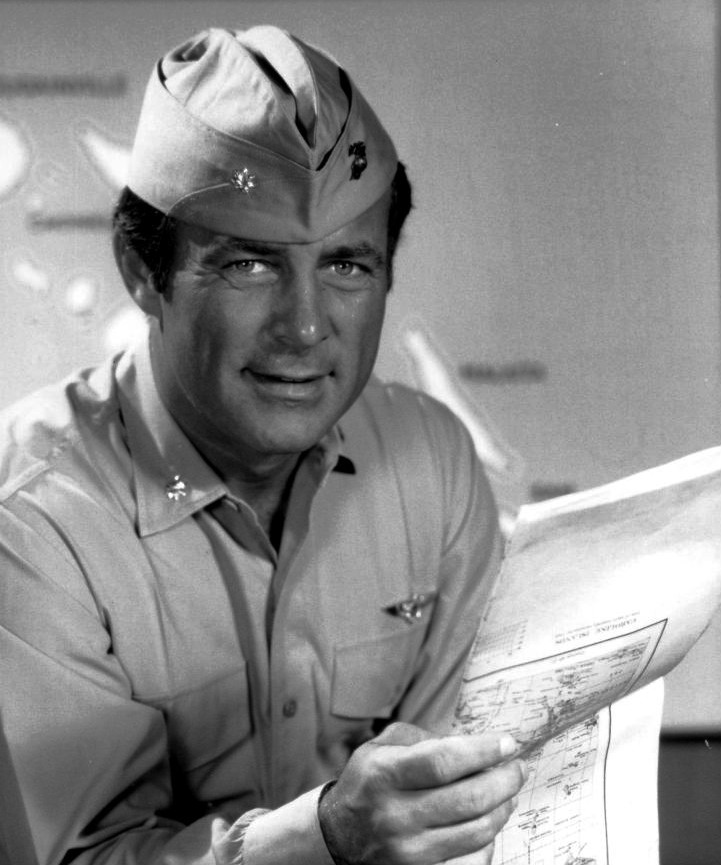
Robert Conrad en 1976 dans la série Les Têtes brûlées.

### Cinéma
- 1958 : Juvenile Jungle : rôle mineur (non crédité)
- 1958 : Thundering Jets (en) : le lieutenant Robert Kiley
- 1963 : Les dingues sont lâchés de Norman Taurog : Eric Dean
- 1964 : Le Rossignol de Castille (es) (La nueva Cenicienta) : Bob
- 1967 : Ven a Cantar Conmigo : Bob
- 1967 : The Bandits (en) : Chris Barrett
- 1975 : Les Gagneurs (en) (Murph the Surf) : Allan Kuhn
- 1977 : Sudden Death (en) : Duke Smith
- 1979 : Du rouge pour un truand (en) (The Lady in Red) : John Dilinger
- 1982 : Meurtres en direct de Richard Brooks : le lieutenant général Wombat
- 1985 : Les Zéros de conduite (en) (Moving Violations) : Chef Rowe
- 1993 : Samurai Cowboy (en) : Gabe McBride
- 1996 : La Course au jouet de Brian Levant : l'officier Hummell
- 1999 : Garbage Day (court métrage) : l'éboueur
- 2002 : Dead Above Ground : Reed Wilson

### Télévision
- 1959 : Lawman (série) : Davey Catterton
- 1959 : Highway Patrol : Tommy Chugg
- 1959 : Maverick : Davie Barrows
- 1959 : Remous : Hal Peters
- 1959-1962 : 77 Sunset Strip : Tom Lopaka
- 1959-1963 : Intrigues à Hawaï : Tom Lopaka
- 1965-1969 : Les Mystères de l'Ouest : James West
- 1968 : Mission Impossible (saison 3, épisodes 2 et 3, « Combats ») : Bobby
- 1969 : Mannix : Mitch Cantrell
- 1970 : Weekend of Terror de Jud Taylor (téléfilm) : Eddie
- 1970 : Mission Impossible (saison 5, épisode 1, « Le Tueur ») : Eddie Lorca
- 1972 : Adventures of Nick Carter : Nick Carter
- 1972-1973 : L'Homme de Vienne : Jake Webster
- 1972 : Mission Impossible (saison 7, épisode 1, « Billard électronique ») : Press Allen
- 1974 : Columbo (épisode « Exercice fatal ») : Milo Janus
- 1975 : Le dernier jour (The last day) : Bob Dalton
- 1976 : Carambolage (téléfilm) : le sergent Sam Marcum
- 1976-1978 : Les Têtes brûlées : le major Greg « Pappy » Boyington
- 1978 : Colorado : Pasquinel
- 1979 : The Duke : Oscar « The Duke » Ramsey
- 1979 : Sloane, agent spécial : Thomas R. Sloane III
- 1979 : Le Retour des Mystères de l'Ouest (téléfilm) : James West
- 1980 : Encore plus de Mystères de l'Ouest (téléfilm) : James West
- 1980 : Coach of the Year (téléfilm) : Jim Brandon
- 1984 : Hard Knox (téléfilm) : le colonel Joe Knox
- 1985 : Two Father's Justice (téléfilm) : Bill Stackhouse
- 1986 : Assassin (téléfilm) : Henry Stanton
- 1986 : Charley Hannah (téléfilm) : Charley Hannah
- 1986 : Le Cinquième Missile (en) (The Fifth Missile) (téléfilm) : le commander Mark Van Meer
- 1986 : Le Bras armé de la loi
- 1987 : High Mountain Rangers (téléfilm) : Jesse Hawkes
- 1988 : High Mountain Rangers : Jesse Hawkes
- 1990 : Les Rescapés de l'Alaska (téléfilm) : Eddie Barton
- 1992 : Mario and the Mob (téléfilm) : Mario Dante
- 1995 : High Sierra Search and Rescue : Griffin Campbell
- 1999 : Voilà ! (épisode « Jack Gets Tough ») : lui-même
- 2000 : Nash Bridges (épisode « Heist ») : un homme du Caltrans

## Voix françaises
En France
Jacques Thébault a été la voix française régulière de Robert Conrad.
| - Jacques Thébault dans : - Les Mystères de l'Ouest (série télévisée) - Adventures of Nick Carter (téléfilm) - Columbo (série télévisée) - Les Têtes brûlées (série télévisée) - Colorado (mini-série) - Sloane, agent spécial (série télévisée) - Le Retour des Mystères de l'Ouest (téléfilm) - Encore plus de Mystères de l'Ouest (téléfilm) - Le Cinquième Missile (en) (téléfilm) - Assassin (téléfilm) | - Jean-Claude Balard dans : - L'Homme de Vienne (série télévisée) - Le Dernier Jour (téléfilm) et aussi - Jean-Pierre Moulin dans Mission impossible (épisode Break) - Maurice Sarfati dans Mission impossible (épisode Le Tueur) - Pierre Hatet dans Meurtres en direct - Jacques Deschamps dans Les Zéros de conduite (en) - Dominique Paturel dans La Course au jouet. |